# Futbol Club Barcelona Bàsquet 2003-2004
Questa voce raccoglie le informazioni riguardanti il Futbol Club Barcelona Bàsquet nelle competizioni ufficiali della stagione 2003-2004.

## Stagione
La stagione 2003-2004 del Futbol Club Barcelona Bàsquet è la 46ª nel massimo campionato spagnolo di pallacanestro, la Liga ACB.

## Roster
Aggiornato al 11 novembre 2021.
| FC Barcelona 2003-04 | FC Barcelona 2003-04 |
| Giocatori            | Staff tecnico        |
| -------------------- | -------------------- |

| N. | Naz.                                    | Ruolo | Nome                     | Anno | Alt.   | Peso   |  |
| -- | --------------------------------------- | ----- | ------------------------ | ---- | ------ | ------ |  |
| 5  | Spagna (bandiera)                       | P     | Nacho Rodríguez          | 1970 | 186 cm | 84 kg  |  |
| 6  | Macedonia del Nord (bandiera)           | P     | Vlado Ilievski           | 1980 | 188 cm | 82 kg  |  |
| 7  | Slovenia (bandiera) · Italia (bandiera) | AG    | Gregor Fučka             | 1971 | 215 cm | 98 kg  |  |
| 8  | Germania (bandiera)                     | C     | Patrick Femerling        | 1975 | 215 cm | 116 kg |  |
| 9  | Spagna (bandiera)                       | A     | César Bravo              | 1981 | 200 cm |        |  |
| 9  | Danimarca (bandiera)                    | A     | Christian Drejer         | 1982 | 205 cm | 105 kg |  |
| 10 | Serbia e Montenegro (bandiera)          | AP    | Dejan Bodiroga           | 1973 | 205 cm | 110 kg |  |
| 11 | Spagna (bandiera)                       | G     | Juan Carlos Navarro      | 1980 | 192 cm | 82 kg  |  |
| 12 | Spagna (bandiera)                       | C     | Roberto Dueñas           | 1975 | 221 cm | 141 kg |  |
| 13 | Spagna (bandiera)                       | G     | Aleix Prat               | 1984 | 194 cm |        |  |
| 14 | Spagna (bandiera)                       | AP    | Rodrigo de la Fuente (C) | 1976 | 200 cm | 99 kg  |  |
| 17 | Brasile (bandiera)                      | AC    | Anderson Varejão         | 1982 | 208 cm | 120 kg |  |
| 22 | Paesi Bassi (bandiera)                  | C     | Remon van de Hare        | 1982 | 220 cm | 140 kg |  |
| 32 | Spagna (bandiera)                       | P     | Víctor Sada              | 1984 | 192 cm | 90 kg  |  |
| 33 | Spagna (bandiera)                       | C     | Marc Gasol               | 1985 | 209 cm | 110 kg |  |
| 44 | Spagna (bandiera)                       | PG    | Roger Grimau             | 1978 | 196 cm | 92 kg  |  |
| -  | Spagna (bandiera)                       | C     | Ramón Espuña             | 1984 | 202 cm |        |  |

| Allenatore                                                                  |
| - Svetislav Pešić                                                           |
| Assistente/i                                                                |
| - Josep Maria Berrocal Legenda - (C) Capitano - (IN) Inattivo - Infortunato |

## Mercato

### Sessione estiva
| Acquisti | Acquisti       | Acquisti             | Acquisti   | Acquisti |
| R.a      | Nome           | da                   | Modalità   |          |
| -------- | -------------- | -------------------- | ---------- | -------- |
| P        | Vlado Ilievski | Olimpija Lubiana     | definitivo |          |
| C        | Marc Gasol     | Lausanne High School | definitivo |          |
| PG       | Roger Grimau   | Lleida               | definitivo |          |

| Cessioni | Cessioni             | Cessioni          | Cessioni       | Cessioni |
| R.       | Nome                 | a                 | Modalità       |          |
| -------- | -------------------- | ----------------- | -------------- | -------- |
| P        | Šarūnas Jasikevičius | Maccabi Tel Aviv  | fine contratto |          |
| C        | Alfons Alzamora      | Joventut Badalona | fine contratto |          |
| AG       | Nacho Martín         | Círculo Badajoz   | fine contratto |          |

### Dopo l'inizio della stagione
| Acquisti | Acquisti         | Acquisti       | Acquisti      | Acquisti   |
| R.       | Nome             | da             | Data          | Modalità   |
| -------- | ---------------- | -------------- | ------------- | ---------- |
| A        | Christian Drejer | Florida Gators | febbraio 2004 | definitivo |

| Cessioni | Cessioni    | Cessioni | Cessioni      | Cessioni |
| R.       | Nome        | a        | Data          | Modalità |
| -------- | ----------- | -------- | ------------- | -------- |
| A        | César Bravo | Breogán  | febbraio 2004 | prestito |